# Interpelare
Interpelarea este o întrebare oficială adresată de parlament, în ședință publică, guvernului. Aceasta se deosebește de prezentarea raportului, prin faptul că implică deseori o procedură separată. În multe parlamente, fiecare membru al parlamentului are dreptul să adreseze întrebări (posibil un număr limitat într-o anumită perioadă) unui membru al guvernului. Ministrul sau secretarul respectiv trebuie apoi să răspundă și să justifice politica guvernamentală. Prin urmare, interpelarea permite parlamentului să supravegheze activitatea guvernului. În acest sens, este mai aproape de o moțiune de cenzură. 
În unele țări, de exemplu în Finlanda și Slovenia, interpelările sunt mai mult sau mai puțin sinonime cu o moțiune de cenzură, deoarece sunt în mod automat conectate cu un vot de încredere, iar scopul lor expres este de a determina încrederea acordată de guvern sau de un ministru. În Finlanda, guvernul trebuie să răspundă la o interpelare într-o sesiune plenară în termen de 15 zile. După primirea răspunsului la interpelare, parlamentul dezbate chestiunea și continuă să voteze dacă guvernul sau un anumit ministru se bucură de încrederea Parlamentului.